# Brian Francis
Brian Francis, né le 28 septembre 1957 à Lennox Island, à l’Île-du-Prince-Édouard, est une personnalité politique mi’kmaq et canadienne. Il siège au Sénat du Canada depuis le 11 octobre 2018.

## Biographie
Après avoir commencé sa scolarité à Lennox Island et à Summerside, Brian Francis devient compagnon charpentier après une formation au Collège Holland. Il obtient le certificat de compétence interprovinciale Sceau rouge. Il poursuit ses études à l’Université Dalhousie, en travail social, et à l'Université de l’Île‑du‑Prince-Édouard, où il obtient un certificat en résolution des conflits.
Brian Francis occupe différents postes dans la fonction publique, où il gravit les échelons, notamment au ministère des Pêches et des Océans de 2002 à 2007.
De 2007 à 2018, il est le chef élu de la Première Nation mi’kmaq Abegweit. Il accède également à la coprésidence de la Confédération des Mi'kmaq de l'Île-du-Prince-Édouard.
Le premier ministre Justin Trudeau annonce la nomination de Brian Francis au Sénat le 11 octobre 2018. Brian Francis siège au Comité permanent des peuples autochtones et au Comité permanent des pêches et des océans. Après avoir été membre du Groupe des sénateurs indépendants, il fait aujourd'hui partie du Groupe progressiste du Sénat.